# София Спирлиаду
София Спирлиаду (на гръцки: Σοφία Σπυρλιάδου) е гръцка архитектка и художничка, авторка на комикси.

## Биография
Родена е в 1983 година в македонския град Солун, но израства в Кукуш (Килкис). В 2008 година завършва Факултета по архитектура на Солунския университет и започва да работи като архитект. През 2012 година започва да посещава училище за изящни изкуства. Започва да рисува комикси в 2004 година, като първоначално публикува в изданието „Фититикис Евдомада“ (Студентска седмица) на Солунския университет. Започва да публикува самостоятелни комикси – „Триъгълникът“ (Το τρίγωνο), „Малката русалка“ (Η μικρή γοργόνα), „Главата“ (Το κεφάλι) и други. С Крис и Вула Антиропулу поддържа от 2007 година блога Фрогс енд Догс, който се превръща в списание, издавано от Джема Прес. Спирлиаду участва в групови изложби и публикува в списания и вестници. Преподава рисуване на комикс в Кукушкия художествен и културен център „Полис“.

## Творби на Спирлиаду
- Frogs & Dogs
- The Very Closed Cicle